# Higuera la Real
Higuera la Real és un municipi de la província de Badajoz, a la comunitat autònoma d'Extremadura.